# 25. јун
25. јун (25.6.) је 176. дан године по грегоријанском календару (177. у преступној години). До краја године има још 189 дана.

## Догађаји
- 841 — Франачки принчеви Лудвиг Немачки и Карло Ћелави су нанели пораз цару и свом брату Лотару у бици код Фонтноа.
- 1530 — Аугзбуршка конфесија је предата цару Карлу V.
- 1788 — Вирџинија је постала 10. савезна држава која је усвојила устав САД.
- 1867 — Американац Лисјен Смит из Охаја патентирао бодљикаву жицу.
- 1872 — Језуити избачени из Немачке, 99 година пошто је папа Клемент XIV укинуо тај римокатолички ред.
- 1876 — У бици код Литл Биг Хорна индијанско племе Сијукси под командом поглавице Лудог Коња победило јединицу VII коњичке дивизије генерала Џорџа Армстронга Кастера. Кастер погинуо са сва 264 војника.
- 1920 — У Вуковару је после пет дана рада завршен Други конгрес Социјалистичке радничке партије Југославије (комуниста), који је усвојио нови програм и статут и изменио назив партије у Комунистичка партија Југославије. За председнике Централног партијског већа су изабрани Павле Павловић и Јаков Ластрић, а за секретаре Сима Марковић и Филип Филиповић.
- 1925 — У Ужице стигао први воз популарно назван „Ћира.“ Престао да саобраћа 1974, када је укинута пруга уског колосека.
- 1938 — Даглас Хајд инаугурисан за првог председника Ирске.
- 1942 — Британско ратно ваздухопловство у Другом светском рату бомбама засуло немачки град Бремен, важну поморску луку.
- 1944 — Америчка и британска морнарица су бомбардовале Шербур да би подржали напредовање јединица Армије САД које су се бориле у бици за Шербур.
- 1950 — Нападом севернокорејских трупа на Републику Кореју почео Корејски рат.
- 1959 — СССР предложио успостављање денуклеаризоване зоне на Балканском полуострву и у Јадранском мору.
- 1963 — Премијер јужне конгоанске провинције Катанге Моиз Чомбе приморан да поднесе оставку.
- 1966 — Југославија и Ватикан обновили дипломатске односе.
- 1975 —
  - Премијерка Индије Индира Ганди прогласила ванредно стање да би зауставила кампању за њено повлачење са власти. Ухапшени лидери опозиције, синдиката и интелектуалци.
  - Мозамбик после 477 година стекао независност од Португалије, први председник постао Самора Машел, лидер Фронта за ослобођење Мозамбика.
- 1988 — У Луксембургу потписана Декларација о успостављању званичних односа Европске заједнице и Савета за узајамну економску помоћ.
- 1991 —
  - Последње совјетске јединице напустиле Чехословачку, 23 године после војне интервенције Варшавског пакта којом је прекинута реформистичка политика Александра Дубчека.
  - Словенија и Хрватска извршиле једнострано проглашење независности путем раздруживања, односно отцепљења од СФРЈ. Истога дана савезни органи су предузели низ мера у циљу очувања уставног поретка и територијалног интегритета СФРЈ.
  - Одржана Велика народна скупштина у Борову Селу, на којој је проглашено стварање политичког ентитета под називом: Аутономна област Славонија, Барања и Западни Срем (АОСБЗС).
- 1993 — Ким Кембел постала прва жена на челу Владе Канаде.
- 1995 — Шеик Хамад бин Калифа Ал Тани државним ударом са власти збацио оца, шеика Калифу, емира Катара.
- 1996 — У експлозији камиона-бомбе у стамбеном насељу војске САД код града Дахран у Саудијској Арабији погинуло 19 Американаца и рањено око 400 особа различите националности. За напад оптужени припадници саудијске милитаристичке групе Хезболах.
- 1999 — САД понудиле награду од пет милиона долара за информације које би омогућиле хапшење ратних лидера Републике Српске и председника Југославије Слободана Милошевића, оптужених за ратне злочине.
- 2001 —
  - У Албанији владајућа Социјалистичка партија прогласила победу на парламентарним изборима, упркос нередима који су за последицу имали затварање 15 изборних јединица.
  - Индонежански председник Абдурахман Вахид допутовао у званичну посету Аустралији, прву после 26 година, чиме је почела нова ера у односима две земље.
- 2003 — САД „замрзле“ финансијску имовину 55 бивших званичника Ирака, укључујући Садама Хусеина.

## Рођења
- 1852 — Антони Гауди, шпански архитекта. (прем. 1926)[1]
- 1903 — Џорџ Орвел, енглески књижевник. (прем. 1950)[2]
- 1903 — Ен Ревир, америчка глумица. (прем. 1990)[3]
- 1907 — Ј. Ханс Д. Јенсен, немачки нуклеарни физичар, добитник Нобелове награде за физику (1963). (прем. 1973)[4]
- 1913 — Пеко Дапчевић, учесник Шпанског грађанског рата и Народноослободилачке борбе, генерал-пуковник ЈНА, друштвено-политички радник и амбасадор СФРЈ, јунак социјалистичког рада и народни херој Југославије. (прем. 1999)
- 1924 — Сидни Лумет, амерички редитељ, продуцент и сценариста. (прем. 2011)[5]
- 1925 — Роберт Вентури, амерички архитекта. (прем. 2018)[6]
- 1933 — Алваро Сиза, португалски архитекта.[7]
- 1935 — Предраг Голубовић, српски редитељ и сценариста. (прем. 1994)[8]
- 1942 — Вилис Рид, амерички кошаркаш и кошаркашки тренер. (прем. 2023)[9]
- 1944 — Михајло Вуковић, југословенски и српски кошаркашки тренер. (прем. 2021)
- 1945 — Карли Сајмон, америчка музичарка и ауторка књига за децу.[10]
- 1952 — Љубиша Стојановић Луис, српски музичар. (прем. 2011)[11]
- 1956 — Ентони Бурден, амерички кувар, писац и аутор ТВ емисија о путовањима и храни. (прем. 2018)[12]
- 1960 — Зорица Конџа, хрватска певачица.[13]
- 1961 — Рики Џервејз, енглески глумац, комичар, редитељ, продуцент и сценариста.[14]
- 1963 — Џорџ Мајкл, енглески музичар. (прем. 2016)[15]
- 1964 — Дел Кари, амерички кошаркаш.[16]
- 1964 — Џони Херберт, енглески аутомобилиста, возач Формуле 1.[17]
- 1966 — Дикембе Мутомбо, конгоанско-амерички кошаркаш. (прем. 2024)[18]
- 1973 — Небојша Илић, српски глумац.[19]
- 1973 — Зоран Његуш, српски фудбалер и фудбалски тренер.[20]
- 1974 — Олга Радионова, хрватско-руска глумица, ТВ водитељка и модел.
- 1975 — Алберт Коста, шпански тенисер.[21]
- 1975 — Владимир Крамник, руски шахиста.[22]
- 1977 — Фернанда Лима, бразилска глумица, модел и ТВ водитељка.[23]
- 1981 — Симон Аман, швајцарски ски скакач.[24]
- 1981 — Јан Хендрик Јагла, немачки кошаркаш.[25]
- 1982 — Михаил Јужни, руски тенисер.[26]
- 1993 — Кевин Пантер, амерички кошаркаш.[27]
- 1996 — Леле Понс, америчка глумица, певачица, плесачица и модел.[28]

## Смрти
- 1533 — Мери Тјудор, војвоткиња од Сафока, француска краљица и енглеска племкиња. (рођ. 1496)[29]
- 1822 — Ернст Теодор Вилхелм Хофман, немачки писац и композитор и диригент. (рођ. 1776)[30]
- 1861 — Абдулмеџид I, турски султан. (рођ. 1823)[31]
- 1937 — Мијат Мијатовић, српски адвокат и певач популарне и народне музике (рођ. 1887)[32]
- 1968 — Бранко Магарашевић, српски професор, класични филолог и слависта.(рођ. 1892)[33]
- 1960 — Ото Ендер, аустријски политичар. (рођ. 1875)[34]
- 1984 — Мишел Фуко, француски филозоф историје, образовања, теорије књижевности, филозофије науке (рођ. 1926)[35]
- 1995 — Ернест Волтон, ирски физичар, добитник Нобелове награде за физику. (рођ. 1903).[36]
- 1997 — Жак Кусто, француски истраживач и океанограф. (рођ. 1910)[37]
- 2009 — Мајкл Џексон, америчка поп икона (рођ. 1958)[38]
- 2009 — Фара Фосет, америчка глумица (рођ. 1947)[39]

## Празници и дани сећања
- Српска православна црква слави:
  - Преподобног Онуфрија Великог
  - Преподобног Петра Атонског
  - Преподобног Тимотеја мисирског
  - Преподобног Васијана и Јона